# Добровольський Ігор Іванович
І́гор Іва́нович Доброво́льський (27 серпня 1967, село Марківка, Роздільнянський район, Одеська область, Українська РСР, СРСР) — радянський, український, російський футболіст українського походження, півзахисник.
Чемпіон Літніх Олімпійських ігор 1988 року. Переможець Ліги Чемпіонів 1993 року. Заслужений майстер спорту СРСР (1989).
За збірні команди СРСР, СНД і Росії провів у сумі 47 матчів, забив 10 голів.
Після закінчення кар'єри гравця — футбольний тренер. З 22 грудня 2006 року по 15 жовтня 2009 року, а також протягом 2016—2017 років — головний тренер збірної Молдови.

## Біографія
Народився в Україні (село Марківка, Роздільнянський район, Одеська область) 27 серпня 1967, року. Сам Ігор називає себе українцем. Вихованець тираспольської ДЮСШ № 4. Перший тренер — Йосип Францович Кайзер. З тираспольського спортінтернату потрапив у Кишинівський. Через деякий час почав грати в провідній команді Молдавської РСР — «Ністру» (Кишинів). У 1983 грав за дубль «Ністру» (1-й матч — проти дубля «Дніпра»).
У 1985 дебютував за основний склад команди, причому настільки яскраво, що за 17-річним Ігорем почали «полювання» провідні клуби. Тренер «Ністру» Анатолій Полосін навіть відвозив Ігоря на базу «Динамо» (Київ) у Конча-Заспу, де Добровольський деякий час тренувався. Пізніше він зізнався: утік із бази не через те, що висока конкуренція в команді, а від того, що його навряд чи відразу поставили б в основу.
У квітні 1985 року у складі юнацької збірної брав участь у міжнародному турнірі збірних у французькому місті Канни. У складі радянської команди тоді виступали такі гравці, як Олег Волотек, Андрій П'ятницький, Андрій Сидельников, Ігор Леонов, Антон Броварник.
З 1986 року почав виступати за московське «Динамо, яке тренував Едуард Малофєєв. У грудні 1990 року уклав 4-річний контракт із «Дженоа» (Генуя, Італія). Пізніше, на умовах оренди, перейшов до швейцарського «Серветту», де став провідним гравцем команди.
Перед сезоном 1992/93 Ігор повернувся до Італії, де брав участь у декількох перших іграх чемпіонату. Пізніше був запрошений до «Олімпіка» (Марсель). У складі «Олімпіка» Добровольський виграв Лігу чемпіонів і першість Франції.
Після закінчення футбольної кар'єри працював головним тренером клубу «Тилігул-Тирас» Тирасполь, Молдова (2005—2006). Помічник головного тренера у збірній Молдови з футболу (з 2006 року). З 22 грудня 2006 року по 15 жовтня 2009 року — головний тренер збірної Молдови з футболу. Пішов у відставку після завершення відбіркового турніру Чемпіонату світу 2010 року, де збірна Молдови набрала в 10 іграх тільки 3 очка і зайняла останнє місце в групі.
У сезоні 2010/11 під його керівництвом кишинівський клуб «Дачія» переміг у чемпіонаті Молдови.
П'ять разів входив у список 33 найкращих футболістів сезону в СРСР (1986 — 1990 рр.). Включений у список 33 найкращих футболістів чемпіонату Росії за 1994 р.

## Титули і досягнення
Гравець
- Чемпіон Європи (U-21): 1990
- Олімпійський чемпіон: 1988
- Переможець Ліги чемпіонів УЄФА: 1992-93
- Чемпіон Франції: 1992-93 (титул скасований через скандал)

Тренер
- Чемпіон Молдови: 2010-11
- Володар Суперкубка Молдови: 2011